# Pastora Soler (album)
Pastora Soler – szósty album studyjny hiszpańskiej piosenkarki Pastory Soler, wydany 26 kwietnia 2005 przez wytwórnię Warner Music Spain.
Album składa się z jedenastu kompozycji, które były nagrywane w Madrycie i Mediolanie od października 2004 do marca 2005. Za produkcję płyty odpowiedzialny był włoski producent Danilo Ballo. Autorem utworów na płytę był m.in. Antonio Martínez Ares. Oprócz premierowych piosenek na albumie można znaleźć utwór „Non credere” z repertuaru Miny oraz piosenkę „La flor de Estambul” z repertuaru Javiera Ruibala.
18 kwietnia 2006 ukazała się reedycja albumu pod nazwą Pastora Soler Edición Especial, która została poszerzona o duety z Davidem DeMaríą, Armando Manzanero i Antonio Martínezem Aresem oraz dodatkową płytę DVD z występami z trasy koncertowej, którą piosenkarka odbyła po całej Hiszpanii w celu promocji albumu.
Wydawnictwo dotarło do 17. miejsca na oficjalnej hiszpańskiej liście sprzedaży oraz otrzymało certyfikat złotej płyty.

## Lista utworów

### Standardowa
Źródło
1. „Solo tú” – 3:54
2. „Ha sido bello” – 4:16
3. „Flor de romero” – 3:47
4. „Encadenados” – 4:01
5. „Non credere” – 4:02
6. „Nada de nada” – 3:55
7. „Que nos lleve el tiempo” – 3:58
8. „Vivir sin amor” – 3:50
9. „Vestida de besos” – 3:46
10. „Luna nueva” – 4:51
11. „La flor de Estambul” – 3:32

Całkowita długość: 43:52

### Reedycja
Źródło

#### CD
1. „Solo tú” – 3:54
2. „Ha sido bello” – 4:16
3. „Flor de romero” – 3:47
4. „Encadenados” – 4:01
5. „Non credere” – 4:02
6. „Nada de nada” – 3:55
7. „Que nos lleve el tiempo” – 3:58
8. „Vivir sin amor” – 3:50
9. „Vestida de besos” – 3:46
10. „Luna nueva” – 4:51
11. „La flor de Estambul” – 3:32
12. „Mi trocito de vida” (i David DeMaría) – 3:54
13. „Por qué llorar” – 3:53
14. „Fin de semana” (i Armando Manzanero) – 3:37
15. „Mariposas en la barriga” (i Antonio Martínez Ares) – 3:35

Całkowita długość: 58:51

#### DVD
1. „Solo tú”
2. „Flor de romero”
3. „Non credere”
4. „Vivir sin amor”
5. „Solo tú” (Teledysk)

## Pozycja na liście sprzedaży
| Kraj      | Lista sprzedaży (2005/2006) | Najwyższa pozycja |
| --------- | --------------------------- | ----------------- |
| Hiszpania | PROMUSICAE                  | 17                |

## Certyfikat
| Kraj                   | Certyfikat  |
| ---------------------- | ----------- |
| Hiszpania (PROMUSICAE) | złota płyta |